# Sonicbids
Sonicbids és una web per a bandes musicals on poden contractar actuacions i promoure's de manera online. A través d'aquesta es connecta a més de 400.000 bandes amb 30.000 promotors de més de 100 països diferents. A més, la companyia ha llançat recentment Music Màrqueting Social ™ un paquet de productes que permet captar fans i consumidors de música per part de marques comercials utilitzant contingut orientat musicalment. Sonicbids ha estat la plataforma de llançament per a molts dels artistes més populars d'avui dia i compta amb aliances exclusives amb els principals esdeveniments musicals com South by Southwest
(SXSW), Bonnaroo Music and Arts Festival, CMJ Music Marathon, PrimaveraPro i North By Northeast (NXNE) i marques com Renaissance Hotels, Anheuser Busch i Dièsel, per exemple.